# Rikugi-en
Rikugi-en (六義園, Rikugien) est un parc de Tokyo à Bunkyō. Le nom « Rikugi » vient de l'idée des six éléments de la poésie waka (« en » signifie « parc » ou « jardin »). Le parc comprend un petit étang, des arbres et une colline. Le traditionnel jardin japonais à l'intérieur du parc est une attraction pour touristes.

## Histoire
La construction du parc s'étendit de 1695 à 1702 et fut menée par Yanagisawa Yoshiyasu par autorisation du cinquième shōgun, Tokugawa Tsunayoshi. C'est un exemple typique d'un jardin de la période Edo. Il fut donné en 1938 à la municipalité de Tokyo. Le jardin a été distingué comme endroit spécial de beauté scénique (特別名勝, tokubetsu meishō) par le gouvernement japonais en 1953.

## Galerie

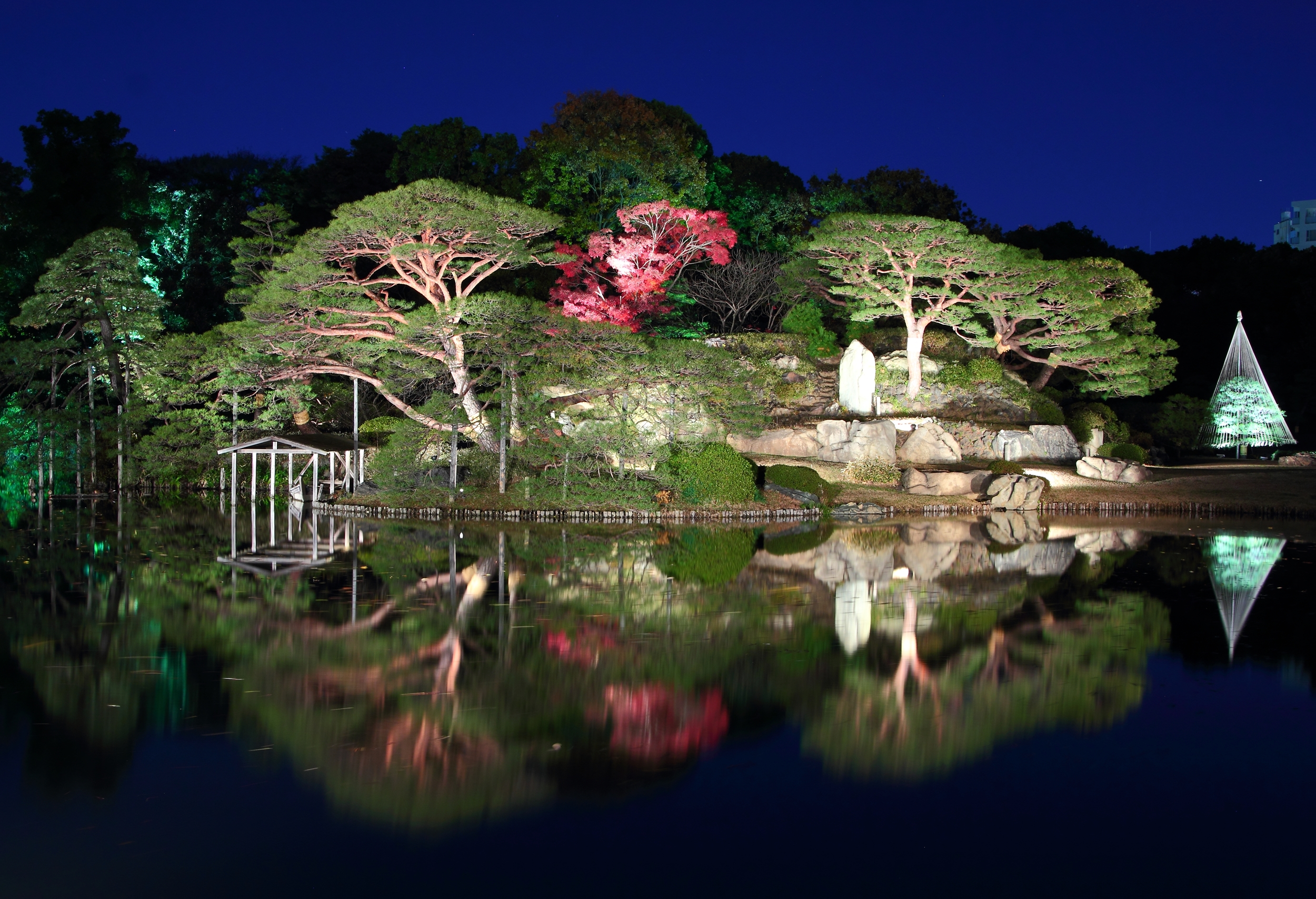
Colline Imo sur l'île.
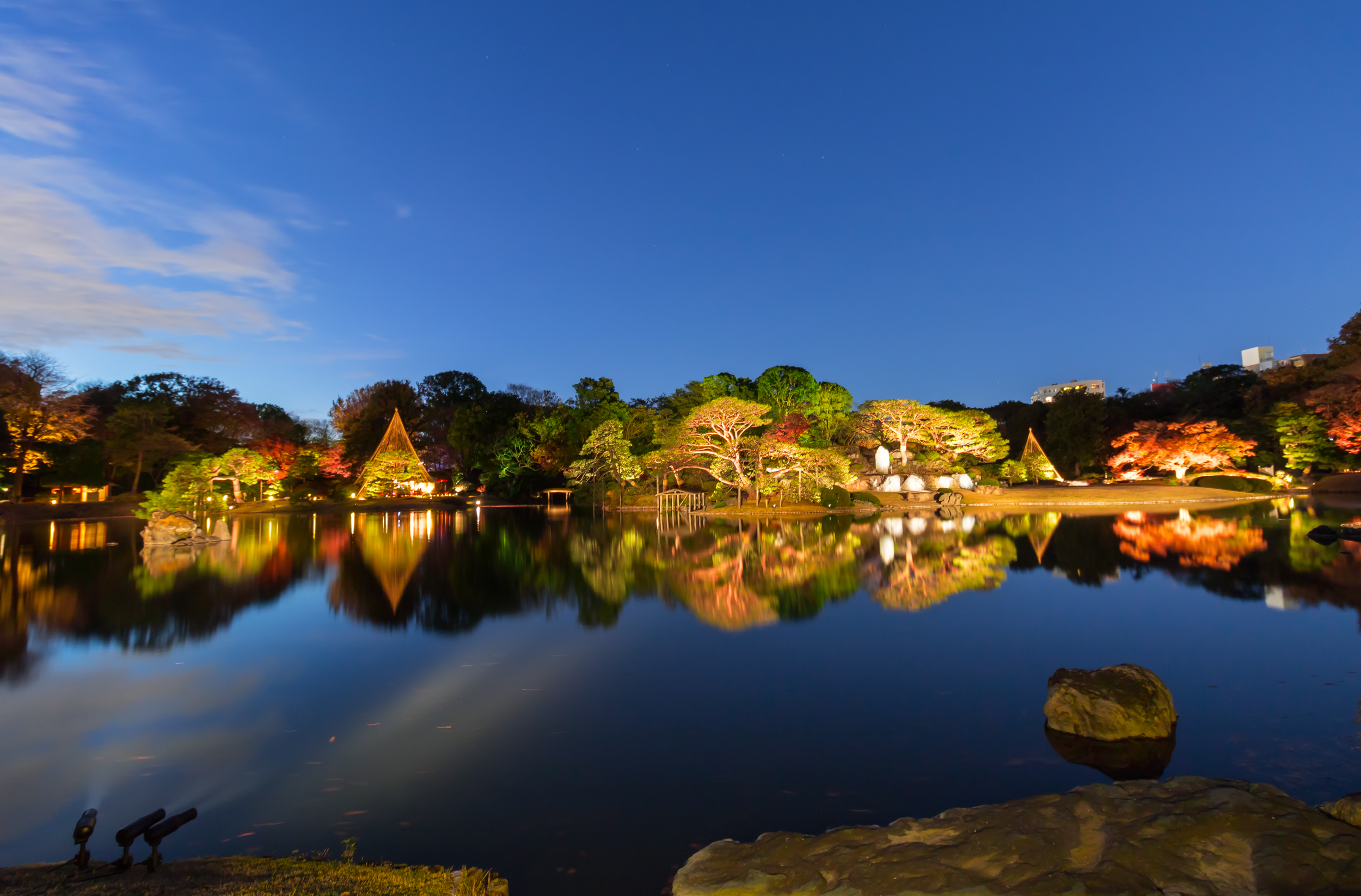
Îlot.
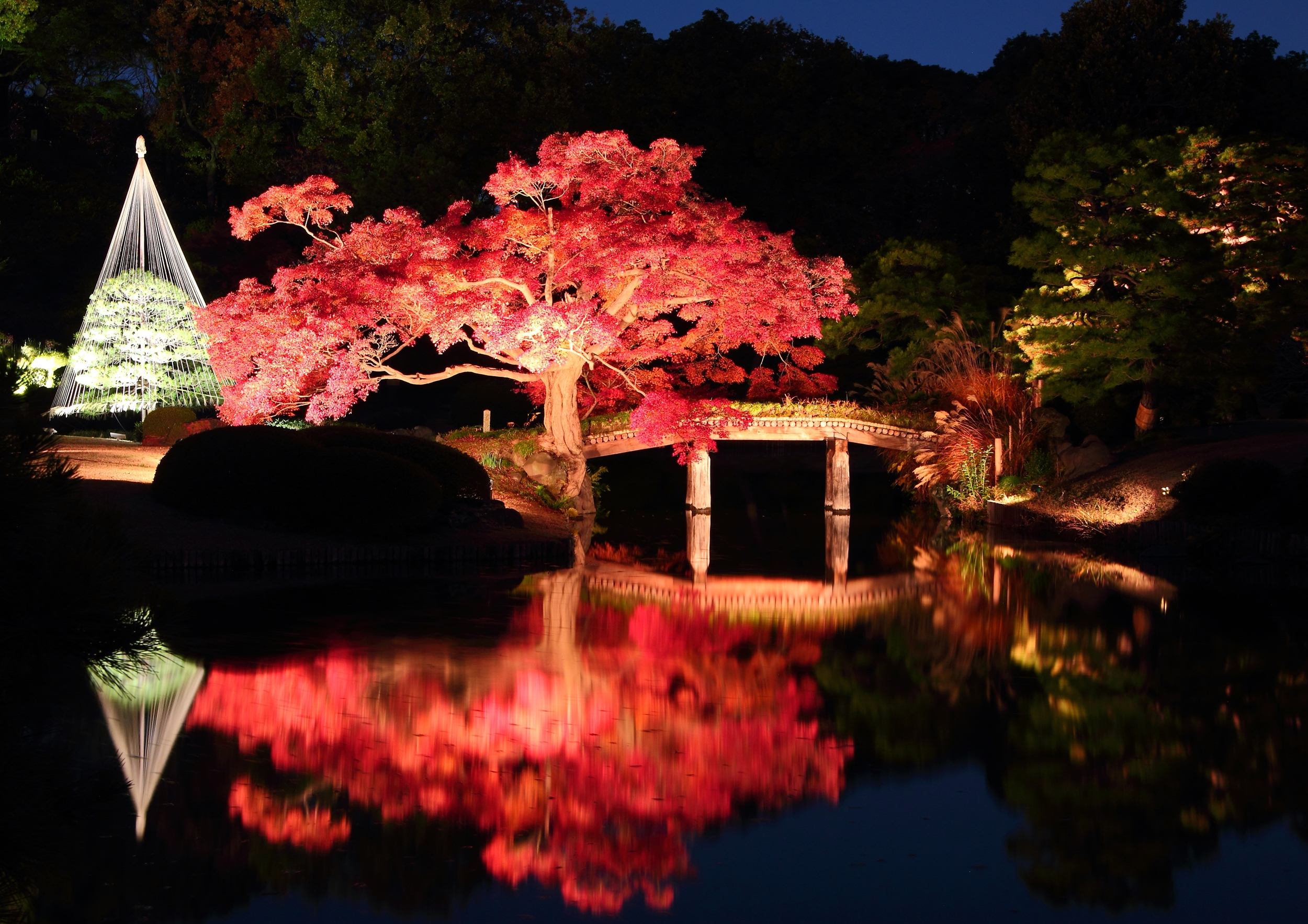
Pont.
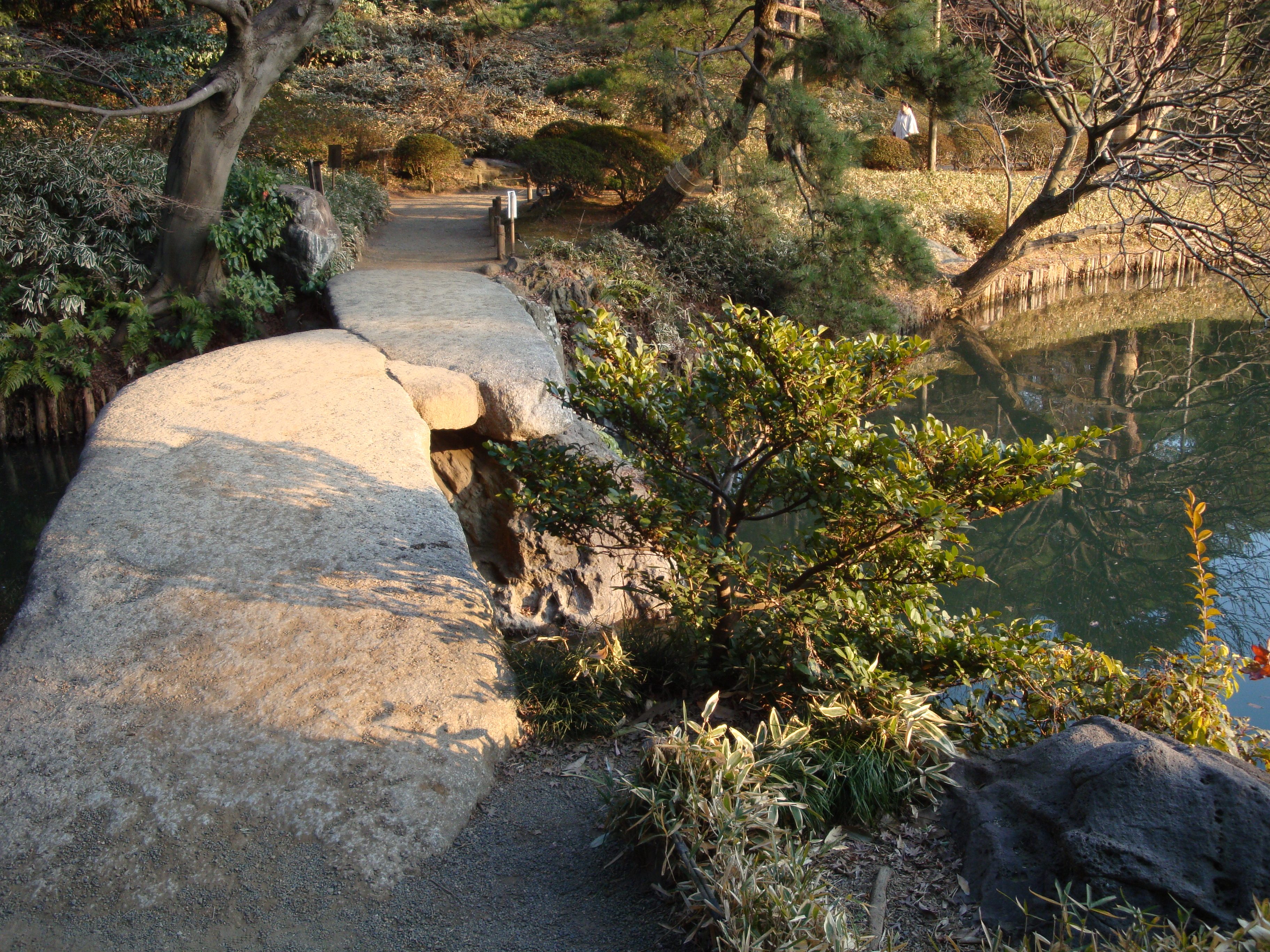
Le pont de pierres plates.
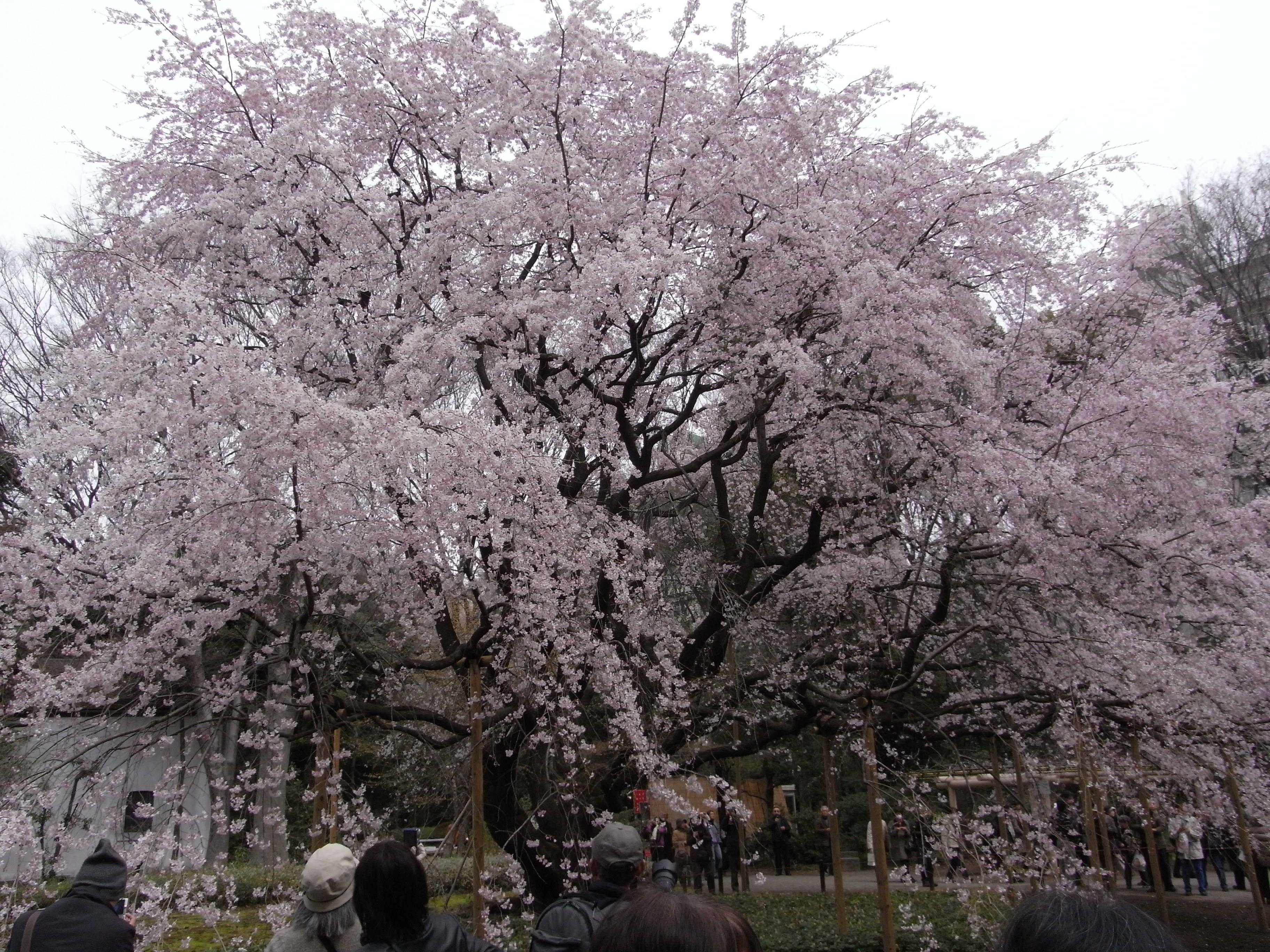
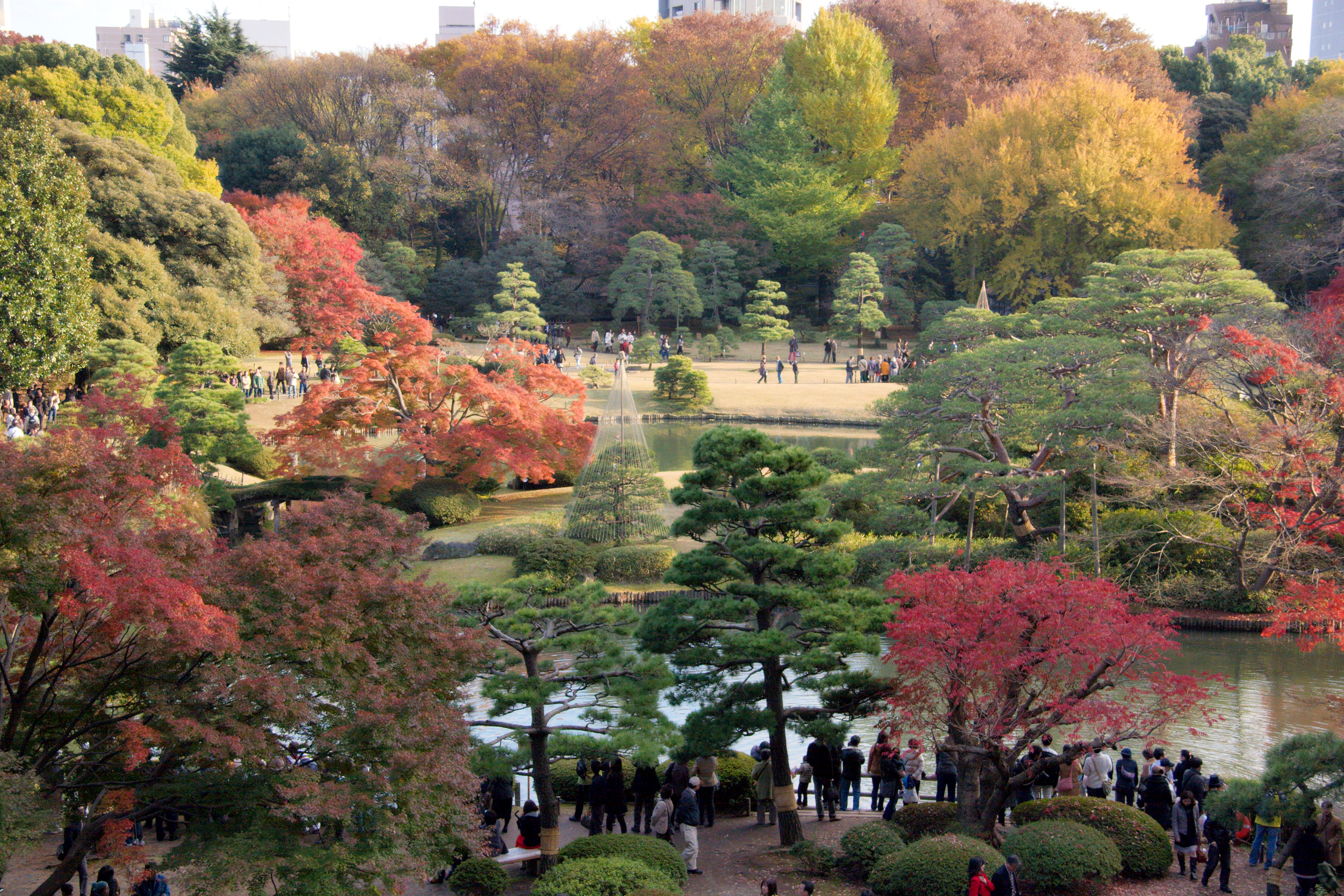